# Charles K. Gjerrild
Charles Krogh Gjerrild (27. april 1899 i Esbjerg – 1977) var en dansk arkitekt.
Han var søn af gårdejer i Viby Adolf Pedersen Gjerrild (død 7. august 1940) og hustru Ane Marie født Krogh. Gjerrild blev murerlærling senere bygningstegner i Aarhus og arkitekt. Han blev baptist og blev arkitekt for menigheden, der fik centrum i Tølløse. Baptisternes Højskole (1928) og Tølløse Baptistkirke (1943, stærkt ombygget 2013 af arkitekt Søren Grarup) blev opført efter Gjerrilds tegninger. Højskolen, som hans bror Henry Gjerrild blev forstander for, fremstår i en nyklassicistisk stil, mens kirken er i en nationalromantisk stil, som minder om P.V. Jensen Klints.
I 1939 blev den baptistiske Købnerkirke på Amager indviet, og den var ligeledes tegnet af Gjerrild.
Han var desuden arkitekt for det 1928-29 opførte Skovvejen 55 i Aarhus (Sandgravvej 2).  I 1952 udførte han et ombygningsforslag til Viby Kirke, som ikke blev til noget. I 1957 tegnede han bebyggelsen Stenkildeparken i Viby.
Han var gift med Esther Gjerrild født Vilhelmsen, og sammen stiftede de "Arkitekt Charles K. Gjerrild og Hustru Esther Gjerrild, født Vilhelmsens Legat til Fordel for Det Danske Baptistsamfund".